# Brachytarsophrys chuannanensis
Brachytarsophrys chuannanensis är en groddjursart som beskrevs av Fei, Ye, Huang in Fei och Ye 200. Brachytarsophrys chuannanensis ingår i släktet Brachytarsophrys och familjen Megophryidae. IUCN kategoriserar arten globalt som otillräckligt studerad. Inga underarter finns listade.